# Премія «Локус» за найкращий фантастичний роман
Премію «Локус» за найкращий роман присуджував журнал «Локус» у 1971—1979 роках. 1978 року та починаючи з 1980 року нагороду розділили на премію за найкращий науково-фантастичний роман та премію за найкращий фентезійний роман.

## Лауреати та номінанти премії
| Переможці — виділені окремим кольором. |

| Рік  | Фотографія лауреата | Лауреати та номінанти | Назва роману | Назва роману мовою оригіналу                                                                                                | Переклад українською | Видавництво |
| ---- | --- | --- | --- | --- | --- | --- |
| 1971 | | Ларрі Нівен | «Світ-кільце» | «Ringworld» | — | Ballantine Books |
| 1971 | Роберт Сілвеберґ | «Вежа зі скла» | «Tower of Glass» | — | Universal-Tandem Publishing                                                                                                 | |
| 1971 | Вілсон Такер | «Рік спокійного Сонця» | «The Year of the Quiet Sun»                                                                                                 | — | Ейс Букс | |
| 1971 | Джоанна Расс | «Та хаос помер» | «And Chaos Died» | — | Ейс Букс | |
| 1971 | Роберт Сілвеберґ | «Додолу, до Землі» | «Downward to the Earth» | — | Даблдей | |
| 1971 | Р. А. Лафферті | «Четверті притулки» | «Fourth Mansions» | — | Ейс Букс | |
| 1971 | Пол Андерсон | «Тау — нуль» | «Tau Zero» | — | Даблдей; Orion; Gollancz | |
| 1971 | Гордон Діксон | «Тактика помилок» | «The Tactics of Mistake» | — | Даблдей | |
| 1971 | Роберт Гайнлайн | «Я не буду боятися злого»                                                                                                   | «I Will Fear No Evil» | — | Universal-Tandem Publishing                                                                                                 | |
| 1971 | Хол Клемент | «Зоряне світло» | «Star Light» | — | Ballantine Books | |
| 1971 | Дін Кунц | «Звіряче дитя» | «Beastchild» | — | Ланцер Букс | |
| 1971 | Кетрін Курц | «Піднесення Деріні» | «Deryni Rising» | — | Ballantine Books | |
| 1971 | Дейвід Гай Комптон | «Хронокули» | «Chronocules» | — | Ейс Букс | |
| 1971 | Дейвід Гай Комптон | «Сталевий крокодил» | «The Steel Crocodile» | — | Ейс Букс | |
| 1971 | Роджер Желязни | «Дев'ять принців Бурштинії»                                                                                                 | «Nine Princes in Amber» | «Дев'ять принців Амбера» | Даблдей, Навчальна книга - Богдан                                                                                           | |
| 1971 | Рон Гуларт | «Коли все пішло крахом» | «After Things Fell Apart»                                                                                                   | — | Ейс Букс | |
| 1972 | | Урсула Ле Ґуїн | «Різець небесний» | «The Lathe of Heaven» | — | Ultimate Publishing Co., Inc.                                                                                               |
| 1972 | Філіп Хосе Фармер | «В свої зруйновані тіла повертайтеся»                                                                                       | «To Your Scattered Bodies Go»                                                                                               | — | G. P. Putnam's Sons | |
| 1972 | Роберт Сілвеберґ | «Час змін» | «A Time of Changes» | — | Даблдей | |
| 1972 | Роджер Желязни | «Джек із тіні» | «Jack of Shadows» | «Джек тіньовий» | Bloomsbury Publishing, Навчальна книга - Богдан                                                                             | |
| 1972 | Енн Маккефрі | «Пошук дракона» | «Dragonquest» | — | Ballantine Books | |
| 1972 | Роберт Сілвеберґ | «Світ зсередини» | «The World Inside» | — | Doubleday | |
| 1972 | Рафаель Алоїзіус Лафферті                                                                                                   | «Диявол — мертвий» | «The Devil Is Dead» | — | Avon (UK) | |
| 1972 | Філіп Хосе Фармер | «Казковий корабель» | «The Fabulous Riverboat» | — | Galaxy Publishing Corporation                                                                                               | |
| 1972 | Роберт Сілвеберґ | «Син людський» | «Son of Man» | — | | |
| 1972 | Роберт Сілвеберґ | «Друга подорож» | «The Second Trip» | — | | |
| 1972 | Ллойд Біггл-молодший | «Будівельники світу» | «The World Menders» | — | | |
| 1972 | Пол Андерсон | «Двосвітовий» | «The Byworlder» | — | | |
| 1972 | Рафаель Алоїзіус Лафферті                                                                                                   | «Прибувши в Істервайну: автобіографія машини Ктістек»                                                                       | «Arriving at Easterwine: The Autobiography of a Ktistec Machine»                                                            | — | | |
| 1972 | Томас Свонн | «Ліс вічності» | «The Forest of Forever» | — | | |
| 1973 | | Айзек Азімов | «Навіть боги» | «The Gods Themselves» | — | Doubleday |
| 1973 | Роберт Сілвеберґ | «Книга черепів» | «The Book of Skulls» | — | Чарльз Скрібнерз санс | |
| 1973 | Роберт Сілвеберґ | «Вмираючи зсередини» | «Dying Inside» | — | Чарльз Скрібнерз санс | |
| 1973 | Дейвід Джерролд | «Коли ХАРЛІ виповнився рік»                                                                                                 | «When Harlie Was One» | — | Ballantine Books | |
| 1973 | Кліффорд Сімак | «Вибір богів» | «A Choice of Gods» | — | Philip Stephensen-Payne | |
| 1973 | Джон Браннер | «Поглянули агнці вгору» | «The Sheep Look Up» | — | | |
| 1973 | Пол Андерсон | «Настане час» | «There Will Be Time» | — | | |
| 1973 | Джеймс Е. Ґанн | «Слухачі» | «The Listeners» | — | | |
| 1973 | Роджер Желязни | «Рушниці Авалона» | «The Guns of Avalon» | «Рушниці Авалона» | Навчальна книга - Богдан | |
| 1973 | Нормен Спінред | «Залізна мрія» | «The Iron Dream» | — | | |
| 1973 | Джин Вулф | «П'ята голова Цербера» | «The Fifth Head of Cerberus»                                                                                                | — | | |
| 1973 | Джордж Алек Еффінджер | «Що для мене важить ентропія?»                                                                                              | «What Entropy Means to Me»                                                                                                  | — | | |
| 1973 | Гордон Діксон | «Маса Прічера» | «The Pritcher Mass» | — | | |
| 1973 | Джек Венс | «Вільні хоробрі люди» | «The Brave, Free Men» | — | | |
| 1973 | Кетрін Курц | «Шахи Деріні» | «Deryni Checkmate» | — | | |
| 1973 | Баррі Н. Молзберґ | «Далі, ніж Аполлон» | «Beyond Apollo» | — | | |
| 1973 | Боб Шоу | «Інші дні, інші очі» | «Other Days, Other Eyes» | — | | |
| 1973 | Гаррі Гаррісон | «Хай живе Трансатлантичний тунель! Ура!»                                                                                    | «A Transatlantic Tunnel, Hurrah!»                                                                                           | — | | |
| 1973 | Дейвід Джерролд | «Вчорашня дитина» | «Yesterday's Children» | — | | |
| 1973 | Ендрю Оффут | «Замок тримається» | «The Castle Keeps» | — | | |
| 1973 | Гордон Еклунд | «За воскресінням» | «Beyond the Resurrection»                                                                                                   | — | | |
| 1974 | | Артур Кларк | «Побачення з Рамою» | «Rendez-vous with Rama» | — | Gollancz |
| 1974 | Роберт Гайнлайн | «Достатньо часу для кохання»                                                                                                | «Time Enough for Love» | — | | |
| 1974 | Пол Андерсон | «Люди вітру» | «The People of the Wind» | — | | |
| 1974 | Ларрі Нівен | «Захисник» | «Protector» | — | | |
| 1974 | Дейвід Джерролд | «Здубльований» | «The Man Who Folded Himself»                                                                                                | — | | |
| 1974 | Джек Венс | «Трулліон: Аластор 2262» | «Trullion: Alastor 2262» | — | | |
| 1974 | Гордон Діксон | «Далекий виклик» | «The Far Call» | — | | |
| 1974 | Роджер Желязни | «Померти в Італбарі» | «To Die in Italbar» | — | | |
| 1974 | Роджер Желязни | «Сьогодні ми обираємо обличчя»                                                                                              | «Today We Choose Faces» | — | | |
| 1974 | Едмунд Купер | «Той, що хмарами блукає» | «The Cloud Walker» | — | | |
| 1974 | Джордж Алек Еффінджер | «Родичі» | «Relatives» | — | | |
| 1974 | Томас Пінчон | «Веселка тяжіння» | «Gravity's Rainbow» | «Веселка тяжіння» | Vintage, Random House, Видавництво Жупанського                                                                              | |
| 1974 | Баррі Н. Молзберґ | «Світ Геровіта» | «Herovit's World» | — | | |
| 1974 | Стерлінг Ланьє | «Подорож Єро» | «Hiero's Journey» | — | | |
| 1974 | Джон Бойд | «Ген Судного дня» | «The Doomsday Gene» | — | Weybright and Talley | |
| 1975 | | Урсула Ле Ґуїн | «Знедолені» | «The Dispossessed» | — | Harper & Row |
| 1975 | Ларрі Нівен, Джеррі Пурнел                                                                                                  | «Мошка у зіниці Господа» | «The Mote in God's Eye» | — | Simon & Schuster | |
| 1975 | Філіп Дік | «Поплачте, — поліцейський мовив»                                                                                            | «Flow My Tears, the Policeman Said»                                                                                         | «Лийтеся, сльози, сказав полісмен»                                                                                          | Doubleday, Orion, Gollancz, Komubook                                                                                        | |
| 1975 | Крістофер Пріст | «Перевернутий світ» | «Inverted World» | — | Galaxy; Harper & Row | |
| 1975 | Пол Андерсон | «Час вогню» | «Fire Time» | — | Doubleday | |
| 1975 | Томас Дж. Басс | «Бог-кит» | «The Godwhale» | — | Ballantine | |
| 1975 | Дейвід Гай Комптон | «Тривала Кетрін Мортенгоу»                                                                                                  | «The Unsleeping Eye» | — | Ballantine | |
| 1975 | Патриція Маккілліп | «Забуті звірі Ельди» | «The Forgotten Beasts of Eld»                                                                                               | — | Atheneum | |
| 1975 | Томас Свонн | «Як падали могутні» | «How Are the Mighty Fallen»                                                                                                 | — | DAW | |
| 1975 | Джон Браннер | «Повне затемнення» | «Total Eclipse» | — | Amazing Stories; Doubleday                                                                                                  | |
| 1975 | Джо Голдеман | «Нескінченна війна» | «The Forever War» | — | St. Martin's | |
| 1975 | Джеймс Вайт | «Мрія тисячоліття» | «The Dream Millennium» | — | Ballantine | |
| 1975 | Річард Каупер | «Сутінки Бріарею» | «The Twilight of Briareus»                                                                                                  | — | Gollancz | |
| 1975 | Едгар Пенгборн | «Компанія слави» | «The Company of Glory» | — | Galaxy; Pyramid | |
| 1975 | Джек Венс | «Маєтки Коріфона» | «The Domains of Koryphon»                                                                                                   | — | Amazing Stories; Bobbs-Merrill                                                                                              | |
| 1975 | Баррі Н. Молзберґ | «Руйнування храму» | «The Destruction of the Temple»                                                                                             | — | Pocket | |
| 1975 | Так Галлус | «Зоряна брама» | «Star Gate» | — | Analog | |
| 1975 | Доріс Пісерчіа | «Зоряна вершниця» | «Star Rider» | — | Bantam | |
| 1975 | Пол Андерсон | «Буря літнього сонцестояння»                                                                                                | «A Midsummer Tempest» | — | Doubleday | |
| 1975 | Еванджелін Волтон | «Принц Анну» | «Prince of Annwn» | — | Ballantine | |
| 1975 | Сюзі Маккі Чарнас | «Прогулянка на край світу»                                                                                                  | «Walk to the End of the World»                                                                                              | — | Ballantine | |
| 1975 | Алан Дін Фостер | «Крижане спорядження» | «Icerigger» | — | Ballantine | |
| 1975 | Пол Андерсон | «Лицар духів й тіней» | «A Knight of Ghosts and Shadows»                                                                                            | — | UPD Publishing Corporation                                                                                                  | |
| 1976 | | Джо Голдемен | «Нескінченна війна» | «The Forever War» | — | St. Martin's |
| 1976 | Альфред Бестер | «Зв'язок із комп'ютером» | «The Computer Connection»                                                                                                   | — | Berkley Putnam; Analog | |
| 1976 | Роберт Сілвеберґ | «Стохастична людина» | «The Stochastic Man» | — | F&SF; Harper & Row | |
| 1976 | Роджер Желязни | «Двері на піску» | «Doorways in the Sand» | — | Analog; Harper & Row | |
| 1976 | Ларрі Нівен, Джеррі Пурнел                                                                                                  | «Інферно» | «Inferno» | — | Galaxy | |
| 1976 | Джон Браннер | «Вершник на хвилі шоку» | «The Shockwave Rider» | — | Harper & Row | |
| 1976 | Семюел Ділейні | «Далґрен» | «Dhalgren» | — | Bantam | |
| 1976 | Артур Кларк | «Земля Імперська» | «Imperial Earth» | — | Gollancz; Harcourt Brace Jovanovich                                                                                         | |
| 1976 | Меріон Зіммер-Бредлі | «Спадщина Гастура» | «The Heritage of Hastur» | — | DAW | |
| 1976 | Кордвайнер Сміт | «Норстрілія» | «Norstrilia» | — | Ballantine Del Rey | |
| 1976 | Джоанна Расс | «Жіночий чоловік» | «The Female Man» | — | Bantam | |
| 1976 | Роджер Желязни | «Знак єдинорога» | «Sign of the Unicorn» | — | Galaxy Jan; Doubleday | |
| 1976 | Джек Венс | «Світ шоучовнів» | «Showboat World» | — | Pyramid | |
| 1976 | Майкл Бішоп | «Похорон очей вогню» | «A Funeral for the Eyes of Fire»                                                                                            | — | Ballantine | |
| 1976 | Вонда Мак-Інтайр | «Вигнанець, що чекає» | «The Exile Waiting» | — | Fawcett | |
| 1976 | Рей Нельсон | «Еволюція Блейка» | «Blake's Progress» | — | Laser | |
| 1976 | Майкл Ентоні Фостер | «Воїни світанку» | «Warriors of Dawn» | — | DAW | |
| 1976 | Гордон Діксон, Гаррі Гаррісон                                                                                               | «Рятувальна капсула» | «Lifeboat» | — | Analog; Harper & Row | |
| 1976 | Роберт Ші, Роберт Антон Вілсон                                                                                              | «Іллюмінатус!» | «Illuminatus!» | — | Dell | |
| 1976 | Теніт Лі | «Біла Відьма» | «The Birthgrave» | — | DAW | |
| 1976 | Кетрін Маклін | «Зникла людина»» | «Missing Man» | — | Berkley Putnam | |
| 1977 | | Кейт Вільгельм | «Там, де до пізньої пори птахи так солодко співали»                                                                         | «Where Late the Sweet Birds Sang»                                                                                           | — | Harper & Row |
| 1977 | Джо Голдемен | «Міст розуму» | «Mindbridge» | — | St. Martin's | |
| 1977 | Фредерик Пол | «Людина з плюсом» | «Man Plus» | — | F&SF; Random House | |
| 1977 | Френк Герберт | «Діти Дюни» | «Children of Dune» | «Діти Дюни» | Analog; Berkley/Putnam, КСД                                                                                                 | |
| 1977 | Роберт Сілвеберґ | «Шадрах у вогнищі» | «Shadrach in the Furnace»                                                                                                   | — | Analog; Bobbs-Merrill | |
| 1977 | Ларрі Нівен | «Світ поза часом» | «A World Out of Time» | — | Holt, Rinehart & Winston | |
| 1977 | Артур Кларк | «Земля Імперська» | «Imperial Earth» | — | Harcourt Brace Jovanovich                                                                                                   | |
| 1977 | Бен Бова | «Міленіум» | «Millennium» | — | Random House | |
| 1977 | Роджер Желязни | «Рука Оберона» | «The Hand of Oberon» | «Рука Оберона» | Galaxy; Doubleday, Навчальна книга - Богдан                                                                                 | |
| 1977 | Керолайн Черрі | «Брати Землі» | «Brothers of Earth» | — | DAW | |
| 1977 | Меріон Зіммер-Бредлі | «Розірваний ланцюг» | «The Shattered Chain» | — | DAW | |
| 1977 | Джек Венс | «Маск: Тейр» | «Maske: Thaery» | — | Berkley/Putnam | |
| 1977 | Альгіс Будріс | «Михайлівдень» | «Michaelmas» | — | F&SF | |
| 1977 | Семюел Ділейні | «Тритон» | «Triton» | — | Bantam | |
| 1977 | Кейт Вільгельм | «Тест Клевістона» | «The Clewiston Test» | — | Farrar, Straus & Giroux | |
| 1977 | Енн Маккефрі | «Пісні Перна» | «Dragonsong» | — | Atheneum | |
| 1977 | Ларрі Нівен, Джеррі Пурнелл                                                                                                 | «Інферно» | «Inferno» | — | Pocket | |
| 1977 | Гордон Діксон | «Дракон і Джордж» | «The Dragon and the George»                                                                                                 | — | Ballantine | |
| 1977 | Памела Сарджент | «Клоновані життя» | «Cloned Lives» | — | Fawcett | |
| 1977 | Майкл Муркок | «Кінець усіх пісень» | «The End of All Songs» | — | Harper & Row | |
| 1977 | Сесілія Голланд | «Плавучі світи» | «Floating Worlds» | — | Knopf | |
| 1977 | Челсі Квін Ярбро | «Час четвертого вершника»                                                                                                   | «Time of the Fourth Horseman»                                                                                               | — | Doubleday | |
| 1978 | Премія у цій категорії не присуджувалася; натомість, були окремі категорії для науково-фантастичних та фентезійних романів. | Премія у цій категорії не присуджувалася; натомість, були окремі категорії для науково-фантастичних та фентезійних романів. | Премія у цій категорії не присуджувалася; натомість, були окремі категорії для науково-фантастичних та фентезійних романів. | Премія у цій категорії не присуджувалася; натомість, були окремі категорії для науково-фантастичних та фентезійних романів. | Премія у цій категорії не присуджувалася; натомість, були окремі категорії для науково-фантастичних та фентезійних романів. | Премія у цій категорії не присуджувалася; натомість, були окремі категорії для науково-фантастичних та фентезійних романів. |
| 1979 | | Вонда Макінтайр | «Змій сновидінь» | «Dreamsnake» | — | Houghton Mifflin |
| 1979 | Том Рімі | «Сліпі голоси» | «Blind Voices» | — | Berkley Putnam | |
| 1979 | Енн Маккефрі | «Білий дракон» | «The White Dragon» | — | Ballantine Del Rey | |
| 1979 | Керолайн Черрі | «Згасаюче сонце: Кесрит» | «The Faded Sun: Kesrith» | — | DAW | |
| 1979 | Бен Бова | «Колонія» | «Colony» | — | Pocket | |
| 1979 | Меріон Зіммер-Бредлі | «Штормова!» | «Stormqueen!» | — | DAW | |
| 1979 | Гордон Діксон | «Далекий поклик» | «The Far Call» | — | Dial | |
| 1979 | Пол Андерсон | «Аватар» | «The Avatar» | — | Berkley/Putnam | |
| 1979 | Роджер Желязни | «Двори Хаосу» | «The Courts of Chaos» | «Двори Хаосу» | Doubleday, Навчальна книга - Богдан                                                                                         | |
| 1979 | Ґарднер Дозуа | «Незнайомці» | «Strangers» | — | Berkley/Putnam | |
| 1979 | Грегорі Бенфорд | «Зірки в савані» | «The Stars In Shroud» | — | Berkley/Putnam | |
| 1979 | Джеймс Тіптрі-молодший (Еліс Гейстінгс Бредлі)                                                                              | «Вище стін Землі» | «Up the Walls of the World»                                                                                                 | — | Berkley/Putnam | |
| 1979 | Джоан Д. Вінжі | «Вигнанці Небесного пояса»                                                                                                  | «The Outcasts of Heaven's Belt»                                                                                             | — | Signet | |
| 1979 | Чарльз Шеффілд | «Вид Прометея» | «Sight of Proteus» | — | Ace | |
| 1979 | Стівен Кінг | «Зупинка» | «The Stand» | «Протистояння» | Doubleday, КСД | |
| 1979 | Марта Рендолл | «Подорож» | «Journey» | — | Pocket | |
| 1979 | Майкл Муркок | «Ґлоріана» | «Gloriana» | — | Allison & Busby | |
| 1979 | Кетрін Курц | «Святий Кембер» | «Saint Camber» | — | Ballantine Del Rey | |
| 1979 | Керолайн Черрі | «Згасаюче сонце: Шонджир»                                                                                                   | «The Faded Sun: Shon'jir»                                                                                                   | — | DAW | |
| 1979 | Спайдер Робінсон, Джинні Робінсон                                                                                           | «Зоряний танок» | «Stardance II» | — | Analog Sep | |
| 1979 | Урсула Ле Гуїн | «Око чаплі» | «The Eye of the Heron» | — | Millennial Women | |
| 1979 | Челсі Квін Ярбро | «Готель Трансильванія» | «Hotel Transylvania» | — | St. Martin's | |
| 1979 | Марвін Кей, Парк Годвін | «Майстри самотності» | «Masters of Solitude» | — | Doubleday | |
| 1979 | Елізабет А. Лінн | «В іншому світлі» | «A Different Light» | — | Berkley | |
| 1979 | Ґор Відал | «Калкі» | «Kalki» | — | Random House | |